# كلوريد الرصاص الرباعي
كلوريد الرصاص الرباعي (أو رباعي كلوريد الرصاص) هو مركب كيميائي صيغته PbCl4، ويوجد في الشروط القياسية على شكل سائل زيتي عديم اللون.

## التحضير
يمكن أن يحضر رباعي كلوريد الرصاص من التفاعل المباشر بين عنصر الرصاص وغاز الكلور؛ أو من أثر حمض الهيدروكلوريك المركز على أكسيد الرصاص الرباعي:
{\displaystyle \mathrm {Pb+2\,Cl_{2}\rightarrow PbCl_{4}} }
{\displaystyle \mathrm {PbO_{2}+4\,HCl\rightarrow PbCl_{4}+2\,H_{2}O} }

## الخواص
يوجد المركب في الشروط القياسية على شكل سائل زيتي عديم اللون، والذي يغلي عند الدرجة 50°س مع تفككه. يتفاعل رباعي كلوريد الرصاص مع الماء بسبب كبر حجم ذرة الرصاص المركزية:
{\displaystyle \mathrm {PbCl_{4}+\ 2\ H_{2}O\longrightarrow \ PbO_{2}\ +4\ HCl} }
لرباعي كلوريد الرصاص بنية جزيئية رباعية السطوح؛ ويبلغ طول الرابطة Pb–Cl في المركب 247 بيكومتر؛ وطاقة الرابطة مقدار 243 كيلوجول/مول.